# دو وست (کارولینای جنوبی)
دو وست(به انگلیسی: Due West) شهری در ایالت کارولینای جنوبی کشور ایالات متحده آمریکا است که جمعیت آن در سرشماری سال ۲۰۱۰ میلادی، ۱٬۲۴۷ نفر بوده‌است.